# Сент Џонс (река)
Сент Џонс (енгл. St. Johns River) је река која протиче кроз САД. Дуга је 499 km. Протиче кроз америчку савезну државу Флорида. Улива се у Атлантски океан.